# Abric de la serra de la Mussara
L'abric de la Serra de la Mussara és un abric rocós del vessant sud de la serra de la Mussara amb representacions de pintura rupestre protegides com a Patrimoni de la Humanitat en el conjunt de l'Art rupestre de l'arc mediterrani de la península Ibèrica. Està situat en el municipi de Vilaplana (Baix Camp), en la cinglera de les Campanilles, sota el despoblat de la Mussara.
Les mides de la cavitat són uns 12 metres de longitud, 2,40 metres d'alçada màxima i una fondària mitjana d'un metre. El pis de l'abric constitueix una allargada i estreta plataforma penjada uns 4 metres per sobre de la base de l'espadat. El camí de les Campanilles travessa la cavitat i forma la plataforma del sòl. La paret està formada per primes capes calcàries per on es distribueixen les pintures, molt degradades i perdudes, les quals s'estenen al llarg de 8,45 metres, i entre 1,30 i 1,85 metres de sòl. L'escassa fondària de l'abric fa que els fenòmens atmosfèrics afectin la superfície del petit mural. Per aquest motiu, han caigut i desaparegut diverses zones del suport i el pigment es troba en la major part dels dissenys molt esvaït.
Es tracta d'un conjunt format per 24 figures. Moltes de les pintures són de difícil interpretació, ja que representen motius abstractes, com les figures estiliformes, digitacions, barres, etc. Un altre grup de pintures serien les d'estil esquemàtic, com els quadrúpedes. Cal destacar la representació del grup de figures humanes, les quals podrien estar representant algun tipus de cerimònia. Aquest tipus de formació és nou a Catalunya, i recorda llunyanament els grups de "falanges" dels conjunts rupestres del nord de Castelló.
En general, el conjunt es podria catalogar dins de l'edat del bronze, però l'existència de traços més fins poden identificar un moment posterior. La manca de superposicions impedeix determinar si es tracta d'un sol moment o de diverses fases. De manera hipotètica, el conjunt se situa entre l'edat del bronze i el món ibèric.
El jaciment va ser descobert el 1991 per un grup d'excursionistes del Centre de Lectura de Reus.